# Marie Holzerová
Marie Holzerová, rozená Rosenzweigová (11. ledna 1874 Černovice (Ukrajina) – 5. června 1924 Innsbruck) byla rakouská spisovatelka a novinářka.

## Život
Byla dcerou židovského bankéře, městského a obecního radního, člena Říšské rady a spisovatele Leona Rosenzweiga (1840–1914). Spolu se sedmi sourozenci (mladším bratrem byl pozdější právník a spisovatel Walther Rode, 1876–1934) vyrůstala v dobře chráněné, dobře situované situaci v židovsky asimilované rodině z vyšší střední třídy. V roce 1895 se v Černovicích provdala za rakousko-uherského důstojníka Johanna (Hans) Holzera (1866–1924). Manželství páru, který měl velmi odlišné povahy, se od počátku vyznačovalo napětím a konflikty. Konzervativní a extrémně žárlivý Johann Holzer se o umělecké a literární sklony své ženy příliš nezajímal. V roce 1896 se narodila dcera Edith, v roce 1897 syn Rudolf a v roce 1904 druhá dcera Gertruda.
Během dlouhodobého pobytu v Praze, kde její manžel učil na kadetní škole, se Marie Holzer začala kolem roku 1907 angažovat v rakouském ženském hnutí a publikovala několik článků ve vídeňském časopise Neues Frauenleben. Od roku 1907 publikovala četné esejistické a narativní prozaické texty v renomovaném Prager Tagblatt. V roce 1911 vstoupila do kruhu kolem expresionistického časopisu Franze Pfemferta Die Aktion a v následujících letech zde publikovala, stejně jako v mnoha dalších novinách a časopisech (mj. Frankfurter Zeitung, Leipziger Neuesten Nachrichten, Berliner Tageblatt, Die Wage, Der Democrat , Die Wage, Der Demokrat, Die Muskete, Die Ähre, Die Schaubühne, Die Neue Rundschau, März, Jugend) její literární díla, politicko-společensko-kritické a básnické texty, prozaické skici, poezie, dramatické scénky, eseje, recenze a glosy. Její význam jako expresionistické autorky jasně dokumentuje skutečnost, že jedna z jejích povídek Die rote Perücke (česky: Červená paruka) (1914) dala název antologii prozaických textů expresionistických básníků vydané v roce 1996. Jediná kniha Marie Holzerové, svazek povídek Im Schattenreich der Seele. Dreizehn Momentbilder, jejichž ústředním tématem je motiv Erós a Thanatos, vyšla v roce 1911.
Kolem roku 1914 se Marie Holzeovár a její rodina přestěhovali do Innsbrucku. Její manžel, který odešel jako major na jaře 1914 do důchodu, se po vypuknutí první světové války vrátil do vojenské služby. Prohranou válkou v roce 1918 se mu zhroutil svět, zatímco jeho ženě se otevřel sociálně svobodnější, demokratičtější život. Marie Holzerová již za války sympatizovala s rakouskou sociální demokracii a poskytovala humanitární pomoc chudým, hladovým a nemocným – k velkému nelibosti svého manžela. Manželské konflikty zesílily a vedly také k veřejnému ponížení Marie Holzerové jejím patologicky žárlivým a tyranským manželem, který 5. června 1924 v jejich innsbruckém bytě zastřelil nejprve manželku a poté i sebe.